# 擁抱我HOLD ON ME!
「擁抱我HOLD ON ME!」（抱いてHOLD ON ME!）是日本的女子偶像組合「早安少女組。」的第3张单曲。於1998年9月9日由zetima发售。

## 概要
- 「擁抱我HOLD ON ME!」是電影「早安刑事。擁抱我HOLD ON ME!」的主題曲
- 此單曲有2個版本，分別有「8cm盤」和「12cm盤」。「12cm盤」收錄了「擁抱我HOLD ON ME!（「早安刑事」Version）」
- 在9月21日於公信榜單曲週排行榜取得第1位，成為早安少女組。出道以來第1張公信榜每周銷量排名第一的單曲。
- 在第40屆日本唱片大獎獲得「最優秀新人賞」的獲獎曲，同年年末在第49回NHK紅白歌合戰演唱其歌曲「擁抱我HOLD ON ME!」。

## 收錄内容

### CD

#### 8cm盤
1. 擁抱我HOLD ON ME!
（作詞・作曲：淳君　編曲：前嶋康明）
2. 例如（例えば）
（作詞･作曲：淳君　編曲：須藤豪&LH Project）
3. 擁抱我HOLD ON ME! (Instrumental)

#### 12cm盤
1. 擁抱我HOLD ON ME!
2. 例如
3. 擁抱我HOLD ON ME! (Instrumental)
4. 擁抱我HOLD ON ME!（「早安刑事」Version）